# Hochrappenkopf
Der Hochrappenkopf ist ein 2425 m ü. NHN und 2424 m hoher Doppelgipfel in den Allgäuer Alpen.

## Lage und Umgebung
Er liegt südsüdwestlich vom Rappensee. Im Osten befindet sich der Rappenseekopf (2469 m ü. NHN) und im Südwesten der Biberkopf (2599 m ü. A.). Nach Norden führt ein Grat hinüber zum Kleinen Rappenkopf (2276 m ü. NHN).

## Besteigung
Auf den Hochrappenkopf führt ein markierter Weg. Er kann leicht vom Weg von der Rappenseehütte zum Biberkopf bestiegen werden.
Der Nordwestgrat ist eine mittelschwere Kletterei (III+) in teilweise brüchigem Gestein und wird sehr selten begangen.

## Bilder

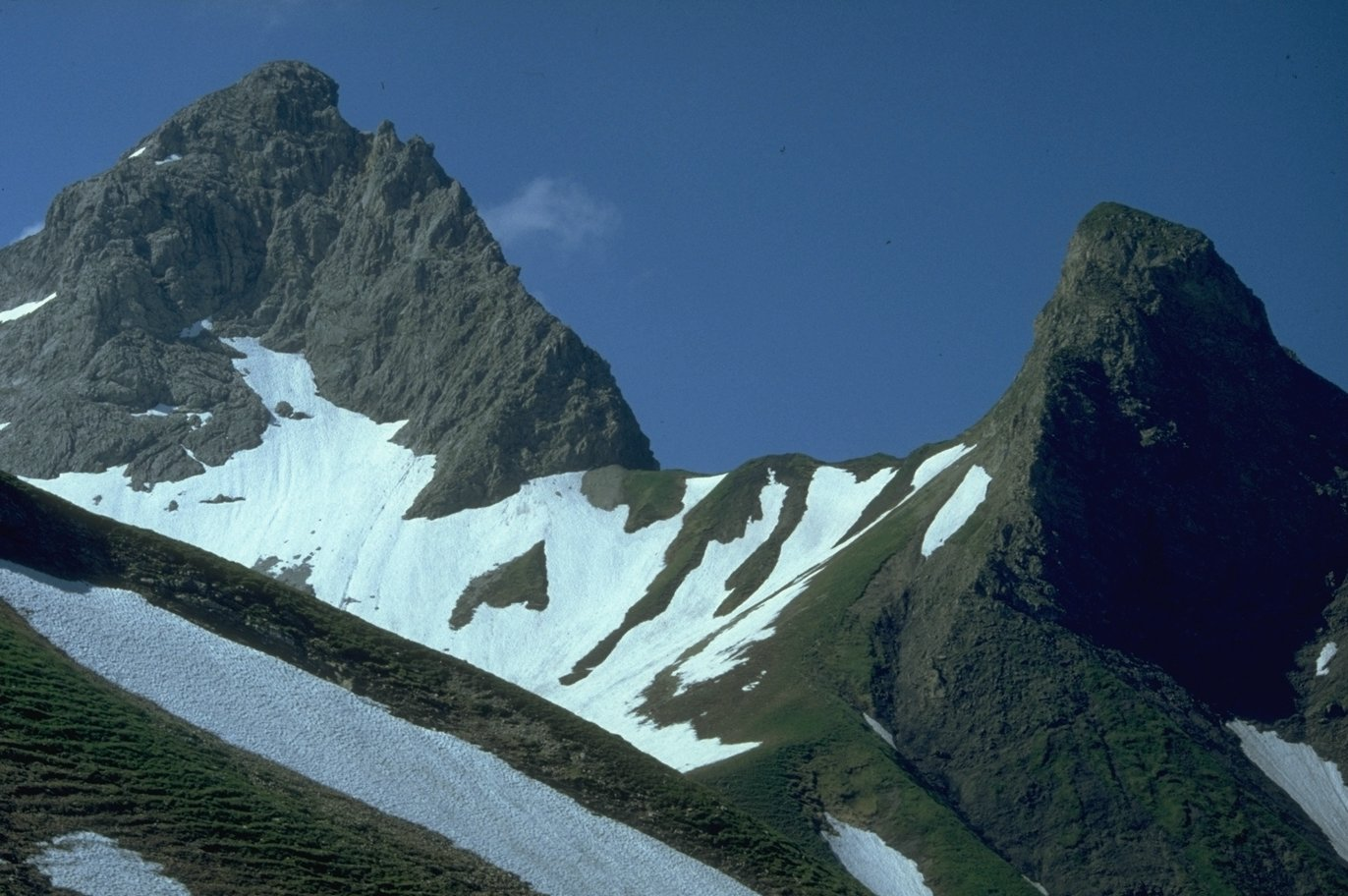
Hochrappenkopf und Kleiner Rappenkopf
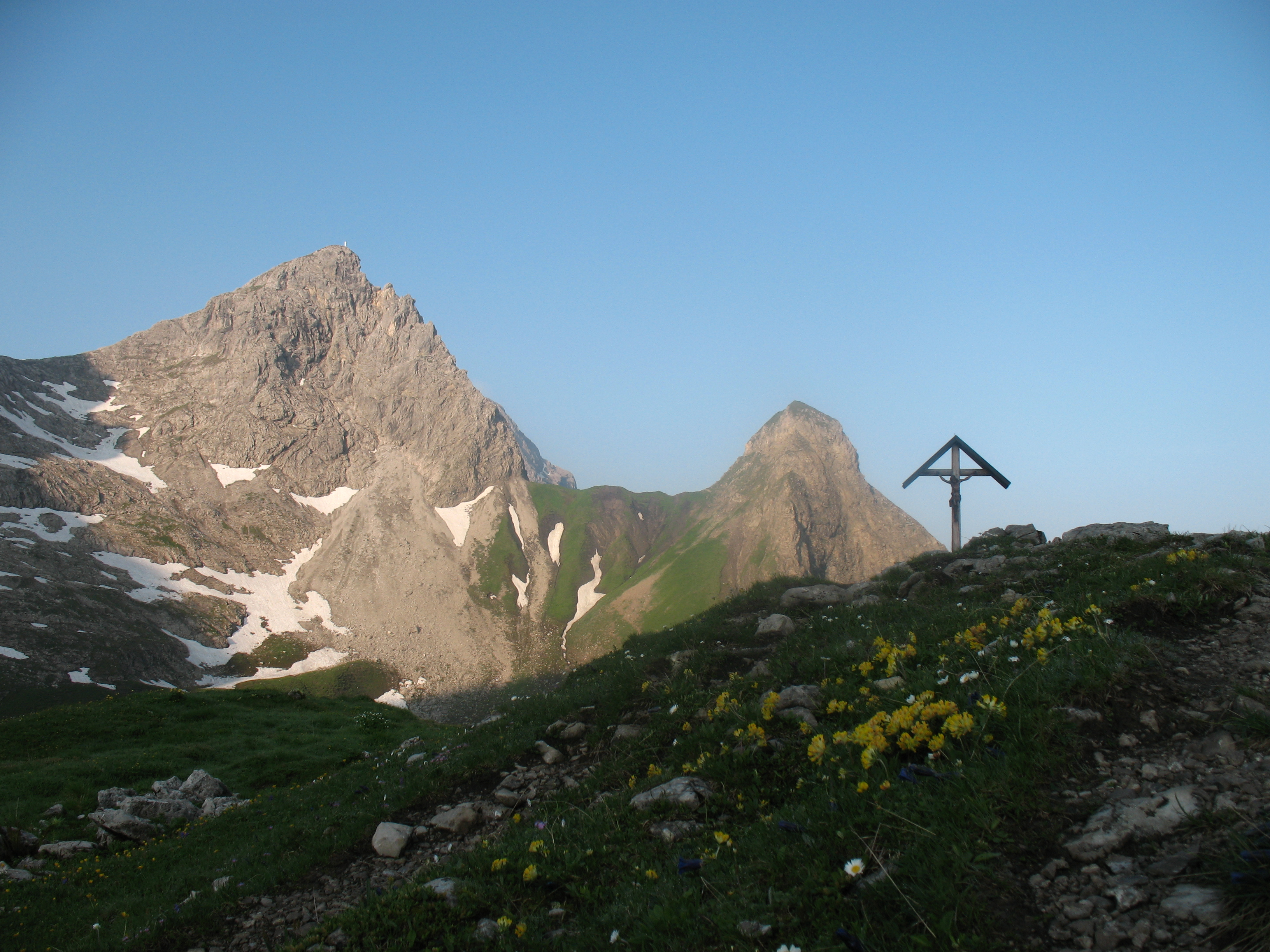
Vom Seebichel